# اکاترینا کورباتووا
اکاترینا کورباتووا (به انگلیسی: Ekaterina Kurbatova) ژیمناست زادهٔ ۷ اکتبر ۱۹۹۲ میلادی اهل کشور روسیه است.